# 유럽 투자은행

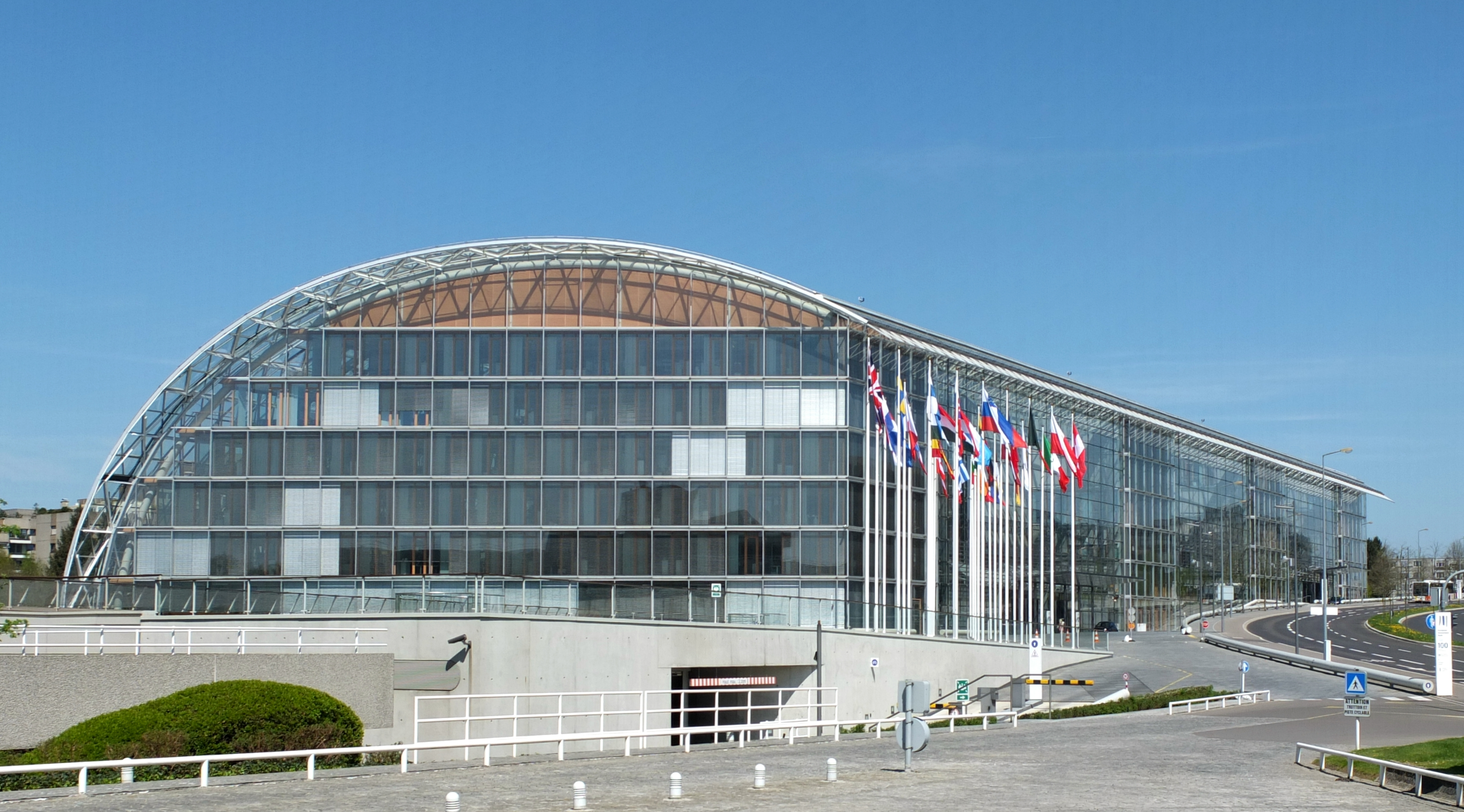

유럽 투자 은행(European Investment Bank, EIB)은 1958년 1월에 당시의 유럽 경제 공동체(EEC)의 금융기관으로 설립되었으며, 독일, 프랑스, 이탈리아, 벨기에, 네덜란드, 룩셈부르크 등 6개국으로 시작된 유럽연합의 금융기관이다. 지역 내의 경제적 격차 해소, 균형발전 등을 위해 원조와 대부 사업을 하며, 본부는 벨기에 브뤼셀에 있다.

## 같이 보기
- 그린뉴딜
- 지속가능 개발 목표
- 투자은행